# Nederman Holding
Nederman Holding AB är ett svenskt industriföretag som tillverkar produkter och system för industriell luftfiltrering, det vill säga avskiljning av rökgaser och damm som bildas i industriella tillverkningsprocesser.
Nederman grundades 1944 som ett tunnplåtslageri av Philip Nederman (1913–1971) i ett gårdshus till Carl Krooks gata 52. Efter Philip Nedermans död drevs firman vidare av änkan, Greta N. och sonen Bill Nederman (). 
Företaget köptes 1985 av Aktiv Skattekonsult i Malmö, som 1991 sålde det vidare till ESAB. ESAB sålde i sin tur Nedermans 1994 till brittiska Charter International, som 1998 sålde Nedermans vidare till EQT. EQT sålde företaget vid börsnotering 2007.
Nederman förvärvade 2010 danska Dantherm Filtration och 2012 amerikanska Environmental Filtration Technologies Det har sedan dess förvärvat bland andra amerikanska National Conveyors Company Inc., norska NEO Monitors AS, amerikanska Auburn FilterSense LLC, schweiziska Luwa Air Engineering AG och brittiska Energy Save Systems Ltd
Nederman var i en första omgång noterat på Stockholmsbörsen 1983–1985. Det noterades där åter 2007 (Small Cap) och är sedan 2014 noterat på Mid Cap-listan.